# Дуан
Дуан (на китайски: 段; на пинин: Duàn) е сиенбейски род, управлявал през III-IV век автономно княжество в южна Манджурия.
Владенията на Дуан са разположени на брега на Ляодунския залив. От средата на III век те участват активно във войните между Шестнайсетте царства, първоначално като съюзници на империята Дзин, а след това на сиенбейския род Мужун. Около 338 година Дуан са разгромени от Мужун и са включени в тяхната държава Ранна Йен. Въпреки това и през следващите десетилетия представители на рода продължават да заемат важни постове както в Ранна Йен, така и в Късна Йен.